# 松浦健人
松浦 健人（まつうら けんと、1994年3月29日 - ）は、日本の漫画家。

## 来歴
21歳のとき広島県から第99回（2015年9月期）JUMPトレジャー新人漫画賞（審査員：古味直志）に『ギゾク屋ケルベロス』を投稿して佳作を受賞。
『ジャンプGIGA』（集英社）2017 vol.4に後藤冬吾の原作による読切『ミイラ伍式』を掲載、デビューを果たす。
『ジャンプGIGA』2018 WINTER vol.1 - 3に作画担当で『水球どんぶらこ』（原作：後藤冬吾）を連載。
第13回（2018年度）金未来杯に『週刊少年ジャンプ』（集英社）2018年39号に作画を担当した読切『仄見える少年』（原作：後藤）を掲載し、グランプリを受賞する。
『週刊少年ジャンプ』2019年27号より作画担当で『トーキョー忍スクワッド』（原作：田中勇輝）を連載。本作で『ジャンプ』本誌の連載デビューを果たす。同誌2020年39号より読み切り版同様に後藤が原作を務めた『仄見える少年』の連載を開始。同誌2025年29号より後藤と再びタッグを組み、『ハルカゼマウンド』の連載を開始。

## 人物
趣味は「おもちゃ・フィギュアを集めて遊ぶor眺める」。好きな漫画は『ONE PIECE』・『NARUTO -ナルト-』・『トライガン』・『無限の住人』。広島東洋カープのファン。

## 作品リスト

### 連載
- 水球どんぶらこ（原作：後藤冬吾、『ジャンプGIGA』2018 WINTER vol.1[7] - vol.3[8]） - 作画担当[7]
- トーキョー忍スクワッド（原作：田中勇輝、『週刊少年ジャンプ』2019年27号[10] - 2020年2号[14]） - 作画担当[10]
- 仄見える少年（原作：後藤冬吾、『週刊少年ジャンプ』2020年39号[9] - 2021年18号） - 漫画担当[15]
- ハルカゼマウンド（原作：後藤冬吾、『週刊少年ジャンプ』2025年29号[12] - ） - 作画担当[16]

### 読み切り
- プロローグ - 2015年2月期JUMPトレジャー新人漫画賞最終候補[要出典]
- ギゾク屋ケルベロス - 第99回（2015年9月期）JUMPトレジャー新人漫画賞（審査員：古味直志）佳作[3][4]
- ミイラ伍式（原作：後藤冬吾、『ジャンプGIGA』2017 vol.4） - デビュー作[要出典]、漫画担当[5]
- 仄見える少年（原作：後藤冬吾、『週刊少年ジャンプ』2018年39号） - 第13回金未来杯受賞、作画担当[9]
- 暗狩りの吸血鬼（原作：後藤冬吾、『ジャンプGIGA』2020 WINTER[17]） - 作画担当[17]
- 世界のおわりのペンフレンド（原作：岩田雪花、『少年ジャンプ+』2021年11月22日[18]） - 作画担当[18]
- ハルカゼマウンド（原作：後藤冬吾、『週刊少年ジャンプ』2022年33号[19]）
- 仮面奇譚テオ（原作：後藤冬吾、『週刊少年ジャンプ』2024年22・23合併号[20]）
- どくどく（原作：三浦糀、『週刊少年ジャンプ』2024年39号[21]）